# Contea di Mercer (Kentucky)
La contea di Mercer in inglese Mercer County è una contea dello Stato del Kentucky, negli Stati Uniti. La popolazione al censimento del 2000 era di 20 817 abitanti. Il capoluogo di contea è Harrodsburg